# Christian Wandrey
Christian Wandrey (Plauen, 12 de abril de 1943) é um químico alemão. De 1979 a 2008 foi professor de biotecnologia da Universidade de Bonn e diretor do Instituto de Biotecnologia 2 do Forschungszentrum Jülich (sucedido por Wolfgang Wiechert).
Estudou química em Hannover e Bristol, com doutorado em 1973 e habilitação em 1977. De 1977 a 1979 foi professor de engenharia química em Clausthal.

## Condecorações
- 1983: Technologie-Transfer-Preis do Ministério de Educação e Pesquisa da Alemanha
- 1987: Prêmio de Pesquisa Philip Morris
- 1995: Prêmio Engenharia de Enzimas da Engineering Foundation
- 1999: Medalha Carl Friedrich Gauß da Sociedade Científica de Braunschweig
- 2002: Prêmio Friedrich Wöhler da Sociedade Alemã de Química (GDCh)
- 2009: Medalha Wilhelm Exner[1]

## Obras
Tem mais de 330 publicações científicas e detém 100 patentes ou solicitações de patente
- Membro do corpo editorial de diversas revistas: Advances in Biochemical Engineering, Journal of Molecular Catalysis e Chemie-Ingenieur-Technik

Livros
- Industrial Biotransformations VCH, Weinheim 2000 (com A. Liese, K. Seelbach e C. Wandrey)
- Biotechnologie. Wirtschaftsverlag Bachem, Köln 1989